# Juan José Flores
Cet article possède des homonymes et des paronymes, voir Juan Flores et Flores.
Juan José Flores (19 juillet 1800 – 1er octobre 1864) est un général et homme d'État sud-américain qui a participé à la guerre d’indépendance de l’Équateur de 1830 avant d’en devenir le premier président.
Proche de Simón Bolívar, il est nommé gouverneur du district sud de la Grande Colombie en 1828. En 1830, après la chute de la Grande Colombie, il organise la scission et proclame l'indépendance du pays le 13 mai et assume la présidence. En 1845, il est définitivement chassé du pouvoir après la révolution Marcista et remplacé par un triumvirat dirigé par José Joaquín de Olmedo.
Flores dirige le pays à différentes reprises : de 1830 à 1834, puis de nouveau de 1839 à 1845 après un intermède de Vicente Rocafuerte, intermède pendant lequel il assure la fonction de chef des armées. Il débute un troisième mandat le 1er avril 1843, mais est chassé du pouvoir le 6 mars 1845. Il est souvent désigné en Équateur comme « Le Fondateur de la République ».
En exil, il prépare une invasion de l'Équateur avec le soutien de l'Espagne et la France pour y mettre en place une monarchie constitutionnelle avec lui-même comme régent. Après avoir débarqué sur les côtes, Flores est défait par les troupes républicaines fidèles à la présidence et contraint de nouveau à l'exil. Il meurt en 1864 sur l'île Puná et inhumé dans la cathédrale de Quito.

## Biographie
Juan José Flores y Aramburu est né le 19 juillet 1800 à Puerto Cabello (Venezuela). Fils de Juan José Aramburu, marchand espagnol, sa mère est Rita Flores, originaire de Puerto Cabello.
Il entre très jeune dans l'armée espagnole où il commence en tant que soldat mais, peu de temps après, il décide de s'enrôler dans les guerres d'indépendance hispano-américaines aux côtés de Simón Bolívar, qui visent à rompre les liens qui unissent les colonies américaines à l'Espagne.
Grâce à ses capacités remarquables, son héroïsme, sa loyauté et son talent, il finit par occuper les postes les plus importants de l'armée. À 23 ans, il exerce déjà les postes de colonel et gouverneur de la province de Pasto, située au sud de la Colombie actuelle. En 1823, il arrive en Équateur en tant que commandant général de l'armée et participe à la guerre d’indépendance qui prend fin avec la proclamation de la province libre de Guayaquil. Par la suite, il soutient Bolívar lors de la mise en place de la Grande Colombie qui annexe Guayaquil. En 1828 et 1829, il participe brillamment à la défense des droits territoriaux du district sud de la Grande Colombie (actuel Équateur), contre les prétentions du Pérou. Grâce à son expertise militaire, il contribue à la victoire de Mariscal Sucre sur les troupes péruviennes à Tarqui, ce qui lui vaut une promotion au grade de major général.

### Mariage

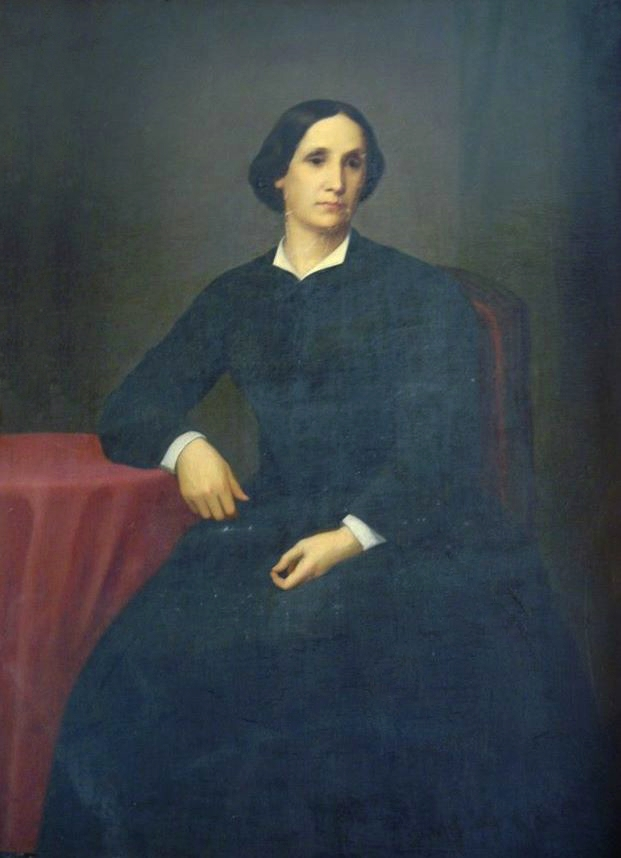
Mercedes Jijón de Vivanco, épouse du général Juan José Flores.

Nommé gouverneur du district sud de la Grande Colombie en 1828 par Bolívar, Flores chercha à légitimer son administration par un mariage avec une femme équatorienne. Il choisit la jeune aristocrate et propriétaire de Otavalo, Mercedes Jijón de Vivanco, alors âgée de 13 ans à peine. Elle était une descendante de la lignée paternelle des Comtes de la Casa Jijón, titre qu’elle contesta sans succès avec son cousin Miguel Jijón.
La réception a eu lieu dans les couloirs du palais Carondelet, avec tout le faste et la hauteur que Flores voulait montrer en tant que chef et commandant général du département du Sud. Pour cela, il avait fait appel à un peintre pour réaliser 22 portraits des généraux équatoriens de l'indépendance, tous invités au mariage. Bolívar, alors président de la Grande Colombie, fut également invité. La galerie de portraits réalisés pour le mariage fut ensuite transférée par Flores dans sa propriété de la Quinta El Placer.
Bolívar aurait dit à propos de la mariée, Mercedes Jijón, après l'avoir rencontré en 1829 : « Je ne sais pas si elle est plus discrète que belle ou plus belle que discrète. »
Flores et son épouse étaient les parrains et marraines de la fille du maréchal et président à vie Antonio José de Sucre, Teresa de Sucre y Carcelén.

### Descendance
L'union de Flores et Mercedes Jijón donna au couple onze enfants dont quatre garçons et sept filles :
- Juan José Flores y Jijón de Vivanco, né en 1831 (Quito). Marié avec Ángela Icaza y Aguirre.
- Elvira Flores y Jijón de Vivanco, née en 1832 (Quito). Mariée avec Eusebio Icaza.
- Antonio Flores y Jijón, né en 1833 (Quito). President de la République entre 1888 et 1892. Marié avec Leonor Ruiz de Apodaca.
- Virginia Flores y Jijón de Vivanco, née en 1836 (Babahoyo). Mariée avec Pedro García Moreno, frère de Gabriel García Moreno.
- Timoleón Flores y Jijón de Vivanco, né en 1839 (Quito). Marié avec Mercedes Chiriboga y Fernández Salvador.
- Reinaldo Flores y Jijón de Vivanco, né en 1840 (Quito). Marié avec Ana Caamaño y Gómez Cornejo.
- Amalia Flores y Jijón de Vivanco, née en 1841 (Quito). Mariée avec le général britannique Leonardo Stagg.
- Mercedes Flores y Jijón de Vivanco, née en 1842 (Quito). Mariée avec Antonio Fernández Salvador y Gangotena.
- Matilde Flores y Jijón de Vivanco, née en 1844 (Quito). Mariée avec Federico Hurtado y Brizón.
- Isabel Flores y Jijón de Vivanco, née en 1845 (Babahoyo).
- Josefina Flores y Jijón de Vivanco, née en 1848 (Babahoyo). Mariée avec Felipe Carcelén de Guevara y Barriga, fils de Mariana Carcelén, dernière marquise de Solanda y Villarocha et épouse de Antonio José de Sucre.

Malgré le malheur dans lequel la famille est tombée après l'exil du général Flores, c'est grâce au nom de famille de Mercedes que leurs enfants ont pu nouer des liens de mariage fructueux avec des familles nobles.

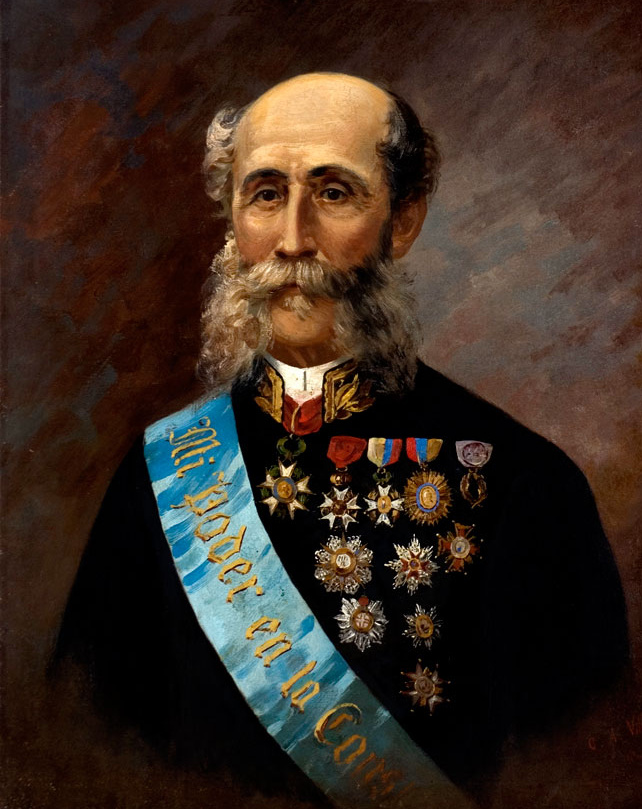
Antonio Flores Jijón.
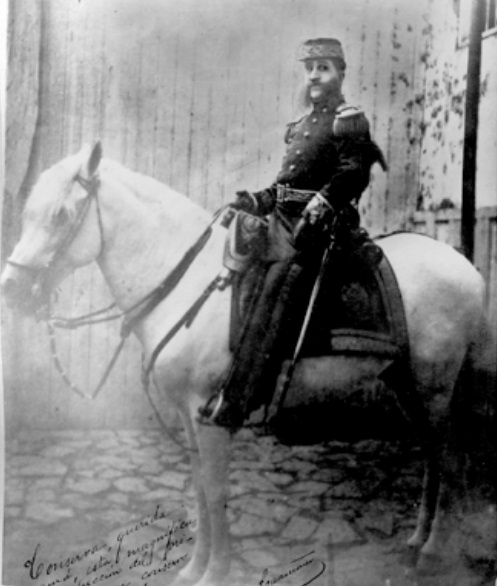
Reinaldo Flores Jijón.
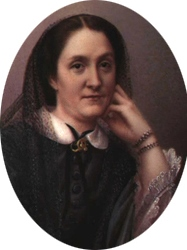
Amalia Flores Jijón.

## Dissolution de la Grande Colombie

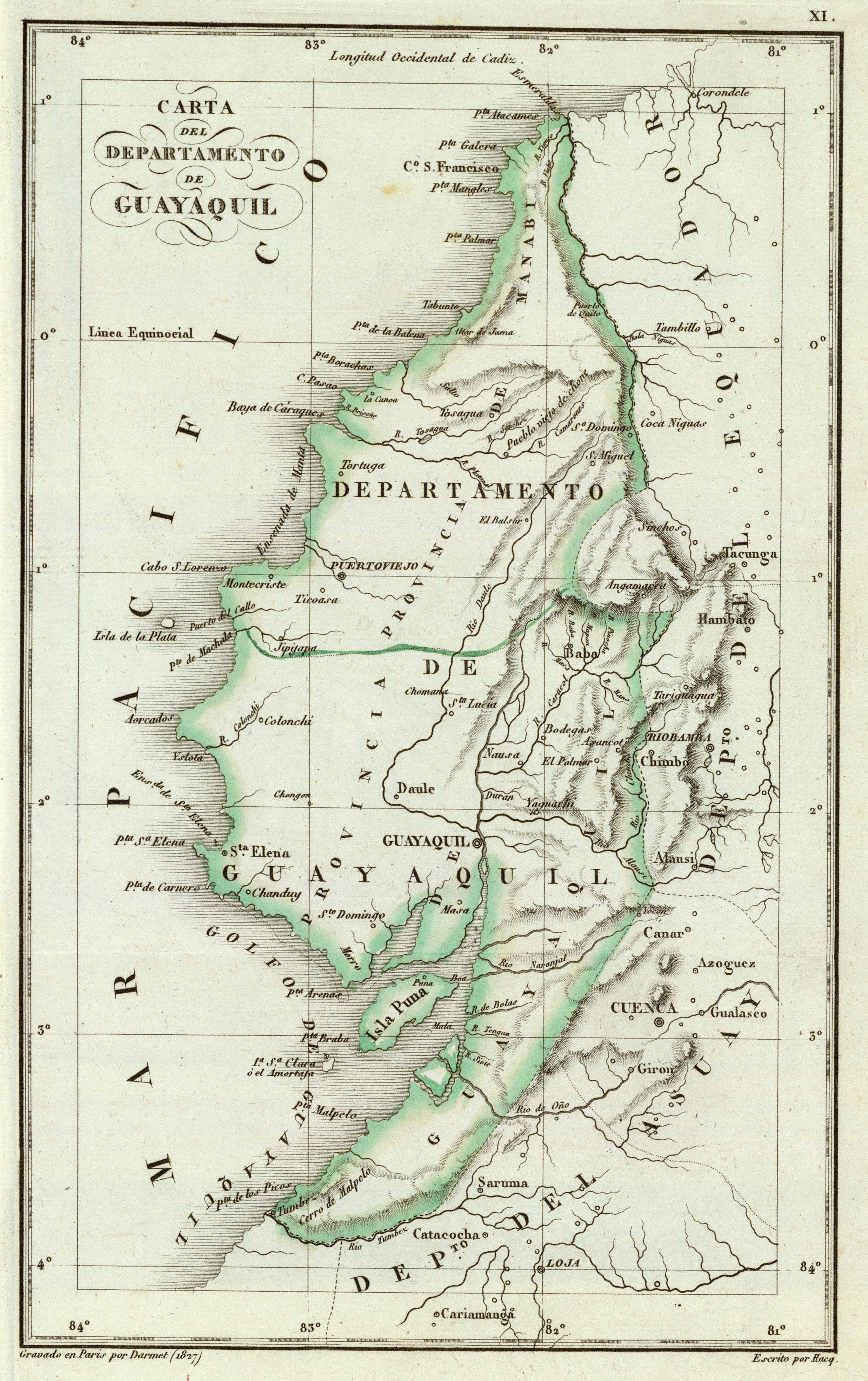
Extension territoriale de la province libre de Guayaquil.

En 1822, le district comprenait le territoire de l'actuel Équateur et s'appelait « département de Quito » À partir de 1824, à la suite de la Ley de División Territorial de la República de Colombia, le département reçoit le nom de « Distrito del Sur » et reçoit le territoire correspondant aux départements nouvellement créés d'Azuay et Guayaquil.
Le district est divisé en départements, eux-mêmes divisés en provinces regroupant des cantons. Selon les lois de la Grande Colombie, à la tête du gouvernement civil du district se trouve un vice-président gouvernant au nom du président.
Entre le 24 juin 1828 et mars 1830, Bolívar gouverne par décret, tel un dictateur. Cela n'empêche pas la sécession du Venezuela le 27 décembre 1829. Le 20 janvier 1830, Bolívar convoque le Congrès Admirable afin de trouver une solution à la crise institutionnelle. Le congrès ne peut éviter la sécession du Venezuela. La santé de Bolívar se détériore rapidement et le 8 mai 1830, il donne sa démission. Domingo Caicedo devient le nouveau dirigeant de la Grande Colombie.
En 1830, Antonio José de Sucre, que Bolívar considérait comme son successeur spirituel, est assassiné. Au Venezuela, une nouvelle Constitution est promulguée sous l'impulsion du général José Antonio Páez, qui proclame la sécession avec la Grande Colombie et déclare la république du Venezuela. Le territoire du nouveau pays y est défini comme celui que couvrait en 1810 (avant toutes modifications) la Capitainerie générale du Venezuela.
Ce qui reste de la Grande-Colombie, correspondant au district de Nouvelle-Grenade (regroupant les actuels pays de Colombie, du Panama ainsi que la côte des Mosquitos dans l'actuel Nicaragua) se regroupe le 28 avril 1831 lors de la convention d'Apulo sous la vice-présidence provisoire de Domingo Caicedo. Le 20 octobre 1831 la convention grenadine fait de la Nouvelle-Grenade une république appelée république de Nouvelle-Grenade (espagnol : República de la Nueva Granada). Un régime présidentiel est établi et Francisco de Paula Santander est élu par le Congrès de la république de Colombie pour quatre ans. La nouvelle constitution est adoptée le 29 février 1832. Le 17 décembre 1830, Bolívar meurt à Santa Marta.
Le 13 mai 1830, Flores, alors gouverneur, prend les armes. Le Distrito del Sur (district du Sud) déclare à son tour son indépendance et devient l'Équateur. C'est la fin de la Grande Colombie. Il prend les pleins pouvoirs et prend le titre de « chef suprême de la République » jusqu'à l'établissement d'une constitution.

## La Constitution de 1830

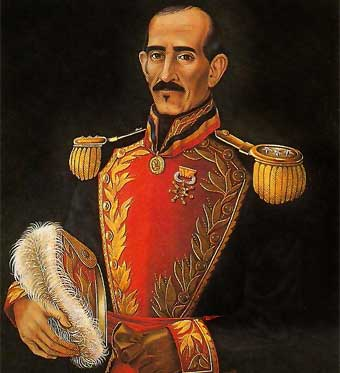
Portrait du général Flores.

Après sa prise de pouvoir, Flores a réuni 21 députés, sept par région, respectivement, pour se réunir à Riobamba.  En moins d’un mois, ils ont rédigé et promulgué la première Constitution, choisi Quito comme capitale et confirmé Flores dans ses fonctions.  Mais ils ont voté 18 fois pour élire José Joaquín de Olmedo, opposant à Flores, à la vice-présidence.
Le 14 août 1830, cette indépendance devient effective et le Distrito del Sur prend officiellement le nom de république de l'Équateur. Flores, l'un des héros de la guerre d'indépendance, qui détient déjà les pleins pouvoirs, devient le premier président de la République et accepte de signer la Première Constitution du pays.

## Première présidence (1830-1834)
Malgré sa capacité politique et sa tolérance, Flores ne pouvait pas gouverner en paix et devait recourir à la force pour se maintenir au pouvoir. Il devait étouffer la révolte du général vénézuélien Luis Urdaneta - neveu du général Rafael Urdaneta - qui réclamait le pouvoir. La rébellion fut réprimée dans le sang. Par la suite, Flores est confronté à la contestation de son pouvoir par des idéologues comme Vicente Rocafuerte entre 1833-1834 et écrase la révolution des Chihuahuas (1832-1834).
Après la mort de Bolívar, en 1830, Flores se réclama comme son « successeur spirituel », avec des prétentions sur les territoires du Cauca et du Pasto, détenus par la république de Nouvelle-Grenade. Le président Francisco de Paula Santander refusa les demandes d'annexion des territoires par le gouvernement de Flores, et déclara la guerre à l'Équateur. Flores fut vaincu et l’Équateur perdit ces riches territoires. Cet échec a rendu le président impopulaire. Un groupe d'intellectuels composé de philosophes défendant « le plus grand bonheur possible au plus grand nombre », composé d'anciens patriotes du 10 août 1809 et du 2 août 1810 et anciens membres du gouvernement de la province libre de Guayaquil, de libres penseurs et d'anticléricaux, ont fondé la « Société du Quiteño Libre ». À partir de mai 1833, cette société s'opposa avec passion au gouvernement dans le journal virulent du même nom. Vicente Rocafuerte, le membre le plus populaire du Congrès, idole de « El Quiteño Libre », s'est opposé aux pouvoirs extraordinaires accordées à Flores. Il s'opposa publiquement au président attaqua le président et fut ainsi contraint de démissionner de son siège au Congrès.
Durant sa première présidence, Flores permit l’incorporation des Îles Galápagos à l’Équateur (1832), mis en place des lois sur la monnaie, signa les accords avec l’Église catholique et l’acceptation de la grande dette extérieure colombienne (dette anglaise) contractée par le Venezuela, la Colombie et l’Équateur afin de financer l'indépendance.
Déjà au gouvernement, Flores avait négligé la consolidation de la nation, mais avait signé une sorte de pacte de non-agression entre des groupes de propriétaires terriens des hauts plateaux de l'Équateur et des groupes agro-exportateurs de la côte.
En 1834, la "Société du Quiteño Libre" dirigée par Rocafuerte, lança un appel à la révolte. Cette nouvelle insurrection fut soutenue par les pays voisins de l'Équateur, qui voulaient faire partir Flores. La répression fut féroce. Elle fut suivie d'une crise politique qui poussa la république de Nouvelle-Grenade à menacer directement l'indépendance du pays et la dissolution de l'État naissant. Le 10 septembre 1834, Flores démissionne mais, contre la menace étrangère, il s'allie avec son principal opposant, Rocafuerte qui devient président et qui conserve Flores en tant que chef des armées.

## Avec Rocafuerte
Après les révoltes et la crise politique de 1834, Flores et Rocafuerte se sont alliés. Une alliance impopulaire mais nécessaire pour éviter une nouvelle guerre avec la république de Nouvelle-Grenade. Le 22 juin 1835, Rocafuerte prête serment comme président constitutionnel de l'Équateur. Flores devient chef des armées du pays. Le nouveau président est connu pour ses idéaux républicains et libéraux, bien qu'en pratique, il soit plutôt conservateur. Parmi ses accomplissement en tant que président, on trouve l'œuvre culturelle, basée sur l'instruction publique, ainsi que la réorganisation économique et financière ayant pour but de poser les bases de son pays.
Mais rapidement, des tensions apparaissent entre le président et le chef des armées. Rocafuerte souhaite écarter définitivement Flores qu'il considère encore comme un « dictateur ». Ainsi, il fait voter au Congrès, la Deuxième Constitution de la République, remplaçant celle mise en place par Flores en 1830.
Cela provoque la colère des partisans de Flores qui demandent le rétablissement de l'ancienne constitution et de nouvelles élections. La pression militaire contraint le président à mettre en place de nouvelles élections générales.
Le 31 janvier 1839, Flores est élu président de la République avec 76 % des voix.

## Dernière présidence (1839-1845)
Le 1er février 1839, Flores a entamé son deuxième mandat à la présidence de l'Équateur. Au cours de son mandat de quatre ans, il a cherché à promouvoir la paix et la justice sociale. Il a renforcé l'armée et négocié une alliance avec la république de Nouvelle-Grenade. Durant cette présidence, il reprend les pleins pouvoirs et fait exiler les libéraux dont Rocafuerte.
Le 1er avril 1843, Flores dissout le Congrès et fait annuler la constitution de l'Équateur. Il gouverne par décrets.
Exilé à Lima, Rocafuerte s'oppose au régime de Flores. Il participe activement depuis son exil pour renverser Flores. En 1845, José Joaquín de Olmedo, opposant à Flores exilé depuis de nombreuses années, déclenche la révolution Marcista qui rencontre un soutien populaire et intellectuel. La violence de l'insurrection fragilise le pouvoir et contraint à Flores à renoncer à ses pouvoirs et à prendre la route de l'exil.

## Expédition de 1846
Après sa chute, Flores est exilé en Europe. En 1846, il débute alors des négociations avec la Cour d'Espagne pour mettre en place un système monarchique avec un membre de la famille royale d'Espagne en Équateur. La reine-mère Marie-Christine, toujours très influente, s'investit en faveur de ce projet avec le soutien de sa fille, la reine Isabelle II. Comme prétendant au futur trône, la reine-mère propose l'un de ses fils, Agustín, duc de Tarancón, qu'elle a eu avec son second époux, le duc de Riánsares. Le général Flores obtient également le soutien de la France et l'approbation du roi Louis-Philippe Ier.

Les négociations se poursuivent jusqu'au jour où le projet est accepté par les gouvernements français et espagnols et par les partisans de Flores, prêt à reprendre le pouvoir, le 1er décembre 1846. Désormais proclamé « Roi d'Équateur », le jeune duc de Tarancon se prépare à son avènement. Mais l'instabilité politique du pays et la rivalité entre libéraux et conservateurs, retardent sa montée sur le trône. Le duc étant âgé de 10 ans, Flores se propose comme régent. 

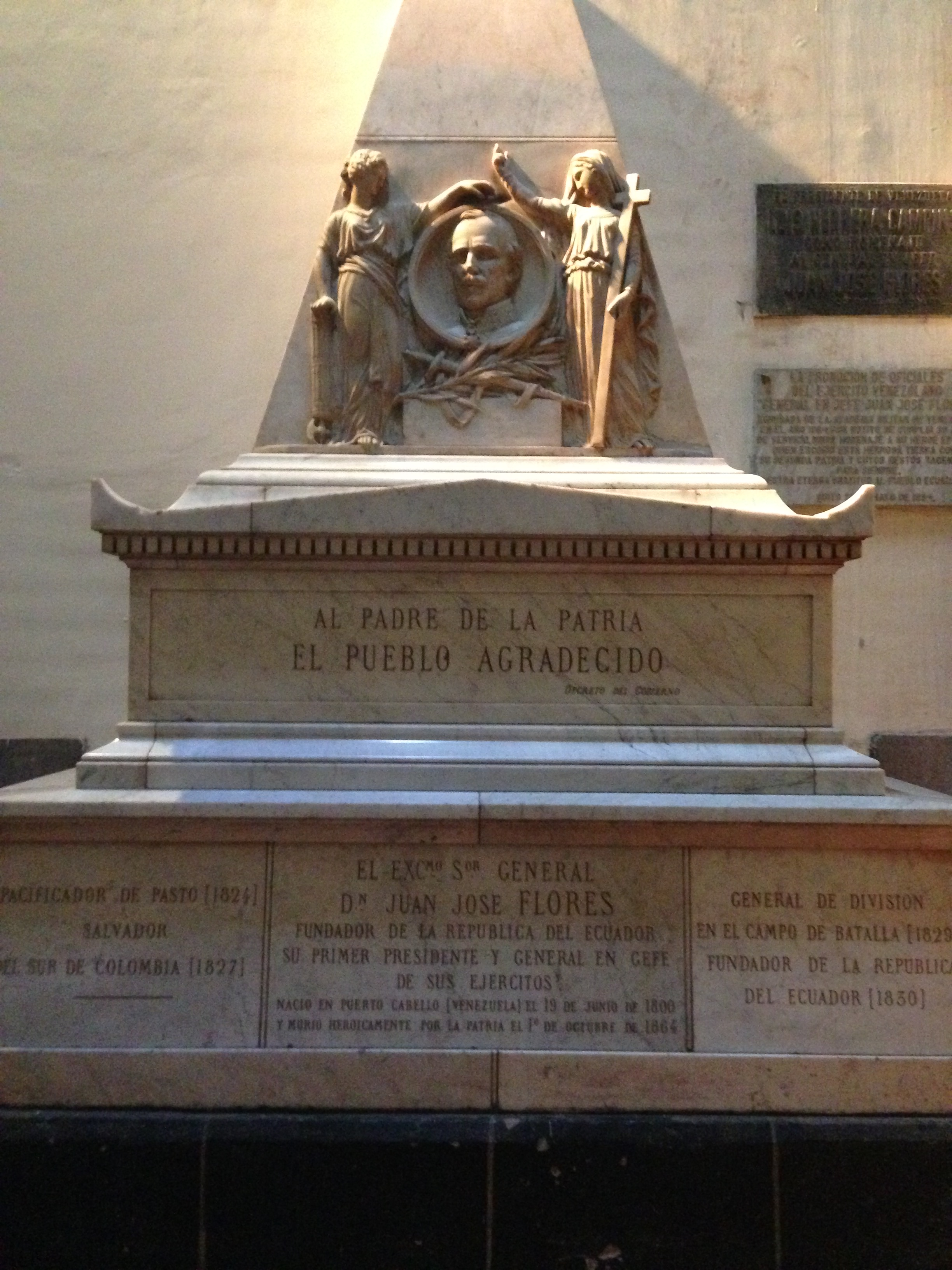
Tombe où repose Juan José Flores dans la cathédrale métropolitaine de Quito.

Le 9 décembre, Flores débarque avec ses partisans en Équateur. Il réclame la démission du président Vicente Ramón Roca, qui appelle l'armée à ne pas rejoindre l'insurrection. Les républicains se mobilisent et affrontent les hommes de Flores. Malgré la détermination des royalistes, la résistance républicaine s'intensifie. Le 28 décembre, les partisans de Flores assiègent Quito. Le général péruvien Ramón Castilla, profite de l'affaiblissement du pouvoir présidentiel et apporte son soutien à Flores. Mais rapidement, l'opinion publique se retourne contre Flores, lui rapprochant notamment son alliance avec l'Espagne. Le 19 février 1847, les forces royalistes sont définitivement vaincus par les troupes républicaines. Le 25 février, Flores, défait, reprend la route de l'exil. Cet épisode a renforcé le pouvoir républicain et la légitimité du président Vicente Ramón Roca. Le projet d'une monarchie équatorienne est finalement abandonné. Malgré cela, le duc de Tarancón conserve le titre de « roi » jusqu'à sa mort.

## Fin de vie
Après l'échec de l'expédition de 1847, Flores s'exile au Pérou. En 1859, il s'installe sur l'île Puná et soutient le régime conservateur et autoritaire de Gabriel García Moreno qui a renversé la République et pris les pleins pouvoirs.

Flores meurt en 1864 sur l'île Puná et est inhumé dans la cathédrale de Quito.